# César-díj a legjobb dokumentumfilmnek
A legjobb dokumentumfilm César-díját (franciául César du meilleur film documentaire) a francia Filmművészeti és Filmtechnikai Akadémia 1995 óta ítéli oda a dokumentumfilmek elismerésére. Átadása a „Césarok éjszakája” elnevezésű gálaünnepségen történik minden év február végén, március elején.
A dokumentumfilmek elismerését a 2. César-gálán kezdték el. 1977 és 1991 között csak rövid dokumentumfilmek kapták a díjat, neve is César-díj a legjobb dokumentum rövidfilmnek volt. Tekintettel arra, hogy az ilyen jellegű alkotások zöme egész estét betöltő film lett, egyre nehezebben lehetett rövidfilmet találni. A dokumentarista alkotások újbóli versenyeztetését követően a terep a közép és hosszú filmeké lett, amelyek egyben a legjobb film címért is versenyeznek. Az 1995. évi első díjazás még dokumentum jellegű filmnek szólt. Ezt követően tizenkét év kihagyás következett, s a díjátadás csak 2007-től vált ismét rendszeressé, immár a jelenlegi néven.
A végső szavazásra bocsátott alkotások száma az idők során változott. 1995-ben hét alkotást jelöltek a díjra, 2007 óta viszont ötöt.
A megmérettetésben mindazon filmek részt vehetnek, amelyeket első körben jelöltek a legjobb film kategóriában, és amelyeknek karakterét a gyártással megbízott társaság, valamint a rendező előzetesen dokumentaristának minősített. Nem jelölhetők azok az alkotások, amelyeket a filmszínházi bemutató előtt már valamelyik tévécsatornán vetítettek. Ugyanakkor az Akadémia kivételt tehet azokkal a filmekkel, amelyek fesztiválokon jelentős eredményeket értek el. A legjobb elsőfilm kategóriába dokumentumfilm nem jelölhető.
A díjjal járó trófeát az alkotások rendezőinek adják át, de kap szobrocskát a film arra felhatalmazott producere is. Koprodukciós filmek esetében maximum két produkciós iroda megbízott producerei vehetnek át Césart. További gyártók esetében, kérésükre ők is kaphatnak szobrocskát, de csak a trófea gyártási költségeinek megtérítése fejében.

## Díjazottak és jelöltek
A díjazottak vastagítással vannak kiemelve. Az évszám a díjosztó gála évét jelzi, amikor az előző évben forgalmazásra került film elismerésben részesült.

### 1990-es évek
| Év   | Díjazottak és jelöltek |
| ---- | --- |
| 1995 | - Bűncselekmény után (Délits flagrants), rendezte: Raymond Depardon - Bosna !, rendezte: Alain Ferrari és Bernard-Henri Levy - La véritable histoire d'Artaud le Mômo, rendezte: Gérard Mordillat és Jérôme Prieur - Montand, rendezte: Jean Labib - Tsahal, rendezte: Claude Lanzmann - Tzedek, rendezte: Marek Halter - Virrasztás állig fegyverben (Veillées d'armes), rendezte: Marcel Ophüls |

### 2000-es évek
| Év   | Díjazottak és jelöltek |
| ---- | --- |
| 2007 | - Dans la peau de Jacques Chirac, rendezte: Karl Zéro és Michel Royer - La fille du juge, rendezte: William Karel - Ici Najac, à vous la Terre, rendezte: Jean-Henri Meunier - Là-bas, rendezte: Chantal Akerman - Zidane, egy XXI. századi portré (Zidane, un portrait du XXIe siècle), rendezte: Philippe Parreno és Douglas Gordon |
| 2008 | - A terror ügyvédje (L'avocat de la terreur), rendezte: Barbet Schroeder - Állati szerelmek (Les animaux amoureux), rendezte: Laurent Charbonnier - Les Lip, l'imagination au pouvoir, rendezte: Christian Rouaud - Retour en Normandie, rendezte: Nicolas Philibert - Világra jönni (Le premier cri), rendezte: Gilles de Maistre    |
| 2009 | - Les plages d'Agnès, rendezte: Agnès Varda - J'irai dormir à Hollywood, rendezte: Antoine de Maximy - A modern élet (La vie moderne), rendezte: Raymond Depardon - Neve: Sabine (Elle s'appelle Sabine), rendezte: Sandrine Bonnaire - Tabarly, rendezte: Pierre Marcel                                                              |

### 2010-es évek
| Év   | Díjazottak és jelöltek |
| ---- | --- |
| 2010 | - L'enfer d'Henri-Georges Clouzot, rendezte: Serge Bromberg és Ruxandra Medrea - A tánc - A Párizsi Opera Balettje (La danse - Le ballet de l'Opéra de Paris), rendezte: Frederick Wiseman - Himalaya, le chemin du ciel, rendezte: Marianne Chaud - Ne szabadítsatok ki, majd én! (Ne me libérez pas, je m'en charge), rendezte: Fabienne Godet - Otthonunk (Home), rendezte: Yann Arthus-Bertrand |
| 2011 | - Óceánok (Océans), rendezte: Jacques Perrin - Benda Bilili! , rendezte: La Tullaye - Cleveland vs Wall Street, rendezte: Jean-Stéphane Bron - Entre nos mains, rendezte: Marianne Otero - Yves St Laurent, Pierre Bergé – L'amour fou, rendezte: Pierre Thoretton |
| 2012 | - Tous au Larzac, rendezte: Christian Rouaud - Crazy Horse, rendezte: Frederick Wiseman - Itt vízbe fojtják az algériaiakat – 1961. október 17. (Ici on noie les Algériens), rendezte: Yasmina Adi - Le bal des menteurs, rendezte: Daniel Leconte - Michel Petrucciani, rendezte: Michael Radford                                                                                                  |
| 2013 | - A láthatatlanok (Les invisibles), rendezte: Sébastien Lifshitz - Bovines, rendezte: Emmanuel Gras - Duch, le maître des forges de l’enfer, rendezte: Rithy Panh - Journal de France, rendezte: Claudine Nougaret és Raymont Depardon - Les nouveaux chiens de garde, rendezte: Gilles Balbastre és Yannick Kergoat                                                                                |
| 2014 | - Sur le chemin de l'école, rendezte: Pascal Plisson - Comment j'ai détesté les maths, rendezte: Olivier Peyon - Il était une forêt, rendezte: Luc Jacquet - La Maison de la radio, rendezte: Nicolas Philibert - Le dernier des injustes, rendezte: Claude Lanzmann |
| 2015 | - A föld sója (The Salt of the Earth), rendezte: Wim Wenders, Juliano Ribeiro Salgado - Caricaturistes - Fantassins de la démocratie, rendezte: Stéphanie Valloatto - Les chèvres de ma mère, rendezte: Sophie Audier - Bábeli iskola (La cour de Babel), rendezte: Julie Bertuccelli - National Gallery, rendezte: Frederick Wiseman                                                               |
| 2016 | - Holnap (Demain), rendezte: Cyril Dion, Mélanie Laurent - A hiányzó kép (L'image manquante), rendezte: Rithy Panh - Cavanna, jusqu'à l'ultime seconde, j'écrirai, rendezte: Denis Robert - Egy német nemzedék (Une jeunesse allemande), rendezte: Jean-Gabriel Périot - Le bouton de nacre, rendezte: Patricio Guzmán                                                                              |
| 2017 | - Merci Patron !, rendezte: François Ruffin - Dernières nouvelles du cosmos, rendezte: Julie Bertucelli - Tűz a tengeren (Fuocoammare, par-delà Lampedusa), rendezte: Gianfranco Rosi - Swagger, rendezte: Olivier Babinet - Voyage à travers le cinéma français, rendezte: Bertrand Tavernier |
| 2018 | - Nem vagyok a rabszolgád (I Am Not Your Negro), rendezte: Raoul Peck - 12 jours, rendezte: Raymond Depardon - À voix haute : La Force de la parole, rendezte: Stéphane de Freitas - Carré 35, rendezte: Éric Caravaca - Arcélek, útszélek (Visages, villages), rendezte: Agnès Varda és JR |
| 2019 | - Isten engem úgy segéljen (Ni juge, ni soumise), rendezte: Jean Libon és Yves Hinant - America, rendezte: Claus Drexel - De chaque instant, rendezte: Nicolas Philibert - Le Grand Bal, rendezte: Laetitia Carton - Le procès contre Mandela et les autres, rendezte: Nicolas Champeaux és Gilles Porte                                                                                            |

### 2020-as évek
| Év   | Díjazottak és jelöltek |
| ---- | --- |
| 2020 | - M, rendezte: Yolande Zauberman - 68, mon père et les clous, rendezte: Samuel Bigiaoui - La cordillère des songes, rendezte: Patricio Guzmán - Lourdes, rendezte: Thierry Demaizière, Alban Teurlai - Wonder Boy Olivier Rousteing, né sous X, rendezte: Anissa Bonnefont                                                                           |
| 2021 | - Ha már fel kell nőni (Adolescentes), rendezte: Sébastien Lifshitz - Cyrille agriculteur, 30 ans, 20 vaches, du lait, du beurre, des dettes, rendezte: Rodolphe Marconi - Histoire d'un regard, rendezte: Mariana Otero - La Cravate, rendezte: Etienne Chaillou, Mathias Théry - Un pays qui se tient sage, rendezte: David du Fresne              |
| 2022 | - La panthère des neiges, rendezte: Marie Amiguet, Vincent Munier - Animal, rendezte: Cyril Dion - Bigger Than Us, rendezte: Flore Vasseur - Debout Les Femmes !, rendezte: Gilles Perret, François Ruffin - Indes galantes, rendezte: Philippe Béziat                                                                                               |
| 2023 | - Retour à Reims [fragments], rendezte: Jean-Gabriel Périot - Allons enfants, rendezte: Thierry Demaizière, Alban Teurlai - A tölgy – Az erdő szíve (Le chêne), rendezte: Laurent Charbonnier, Michel Seydoux - Les années Super 8, rendezte: Annie Ernaux, David Ernaux-Briot - Jane par Charlotte, rendezte: Charlotte Gainsbourg                  |
| 2024 | - Négy nővér (Les filles d'Olfa), rendezte: Kaouther Ben Hania - Atlantic Bar, rendezte: Fanny Molins - Az Adamanton (Sur l'Adamant), rendezte: Nicolas Philibert - Little Girl Blue, rendezte: Mona Achache - Notre corps, rendezte: Claire Simon                                                                                                   |
| 2025 | - La Ferme des Bertrand, rendezte: Gilles Perret - A gázai szépség (La Belle de Gaza), rendezte: Yolande Zauberman - Bye Bye Tibériade, rendezte: Lina Soualem - Dahomey – Kik vagyunk? (Dahomey), rendezte: Mati Diop - Ernest Cole, photographe (Ernest Cole: Lost and Found), rendezte: Raoul Peck - Madame Hofmann, rendezte: Sébastien Lifshitz |